# Laccoporus
Laccoporus is een geslacht van kevers uit de familie  waterroofkevers (Dytiscidae).
Het geslacht is voor het eerst wetenschappelijk beschreven in 1939 door J.Balfour-Browne.

## Soorten
Het geslacht omvat de volgende soorten:
- Laccoporus nigritulus (Gschwendtner, 1936)
- Laccoporus viator J.Balfour-Browne, 1939